# 周立伟 (1932年)
周立伟（1932年9月17日—），浙江诸暨人，电子光学与夜视技术专家，中国工程院院士。
1999年，获选中国工程院信息与电子工程学部院士。